# Léon Hoogstoël
Léon Hoogstoël (né le 7 décembre 1887 à Liévin (Pas-de-Calais), décédé le 14 février 1966 à Genève) est un clarinettiste classique français installé en Suisse. Invité par Ernest Ansermet, il est clarinette solo de 1919 à 1959 dans l'orchestre de la Suisse Romande.

## Biographie
Léon Hoogstoël commence ses études musicales au Conservatoire de Lille puis les poursuit au conservatoire de Paris. Il y obtient un premier prix de clarinette[Quand ?].
Après une première installation en 1910 à Genève pour remplacer le  clarinettiste français Ferdinand Capelle à l'orchestre du Théâtre de Genève, il retourne en France en 1914 à cause de la première guerre mondiale. Il obtient la croix de Guerre.
À l'issue de la guerre, il entre dans la musique de la Garde républicaine.
En 1919, Ernest Ansermet l'invite à de devenir clarinette solo à l'OSR, poste qu'il occupera jusqu'en 1959.
En 1920, il est nommé à la direction du Corps de musique de Landwehr par le Conseil d'État. La même année il devient aussi professeur de clarinette au Conservatoire de Genève et le reste jusqu'à sa mort.
En 1928, Léon Hoogstoël acquiert la citoyenneté genevoise[réf. nécessaire].
Pendant sa carrière, il réalisera de nombreuses transcriptions pour orchestre d'harmonie.
Il décède en 1969 à Genève.

## Récompenses
En 1965, il reçoit la Médaille de bronze « Genève reconnaissante » pour ses quarante-cinq ans de direction à la Landwehr par le Conseil administratif de la Ville de Genève.